# Rubí
Rubí és un municipi mil·lenari de Catalunya, situat a la comarca del Vallès Occidental. Està situat a la vall de la riera de Rubí, i limita al nord amb Terrassa i Sant Quirze del Vallès, a l'oest amb Ullastrell, a l'est amb Sant Cugat del Vallès, i al sud amb Castellbisbal. Actualment, la ciutat té 78.549 habitants (2022). Rubí és la quarta ciutat del Vallès Occidental en població, després de les dues cocapitals i Sant Cugat, la dotzena de la província de Barcelona i la setzena de Catalunya. Respecte a Espanya, se situa en el 97è lloc de les ciutats més poblades de l'Estat.
El nom actual, segons l'opinió dels historiadors, prové del nom registrat com a Rivo Rubeo, trobat en vestigis romans. La seva denominació en llatí és traduïble per riera vermella, en referència a l'argila que arrossega la riera.

## Geografia
- Llista de topònims de Rubí (Orografia: muntanyes, serres, collades, indrets..; hidrografia: rius, fonts...; edificis: cases, masies, esglésies, etc).

## Història de la ciutat

### Primers assentaments
Els primers assentaments coneguts a la rodalia de l'actual Rubí foren a Can Fatjó i la Serreta. Cap al segle iv aC els laietans van aixecar el seu poblat emmurallat i amb torres al turó de Can Fatjó al pas de la Via Heraclea, on encara es conserva un forn iberoromà. Durant la dominació romana va ser un nucli estable de població dedicat, fonamentalment, a l'agricultura i passà a ser progressivament important. El poblat ha desaparegut completament i on possiblement hauria estat la Rubricata que esmenta Claudi Ptolemeu a la seva Geographia del segle II.
La via Heraclea va facilitar l'ocupació del camp en la segona meitat del segle II aC al voltant del petit nucli iberoromà, que ja ocupava espais a banda i banda de la riera de Rubí, i van anar creixent durant el segle I aC, i que en època d'August ja es poden considerar com a vil·les pròpiament dites, dedicades a la producció de vi laietà. Al centre urbà de l'actual Rubí es va formar una gran vil·la quan el nucli de Can Fatjó va entrar en decadència. Durant la crisi de l'imperi romà, entre el segle III i principis del segle V la propietat rural es va concentrant en poques mans i algunes vil·les s'abandonen, mantenint-se l'assentament del centre urbà, que va incorporar unes termes privades. A partir del segle V, amb l'arribada dels visigots varen desaparèixer molts nuclis rurals.

### Edat mitjana

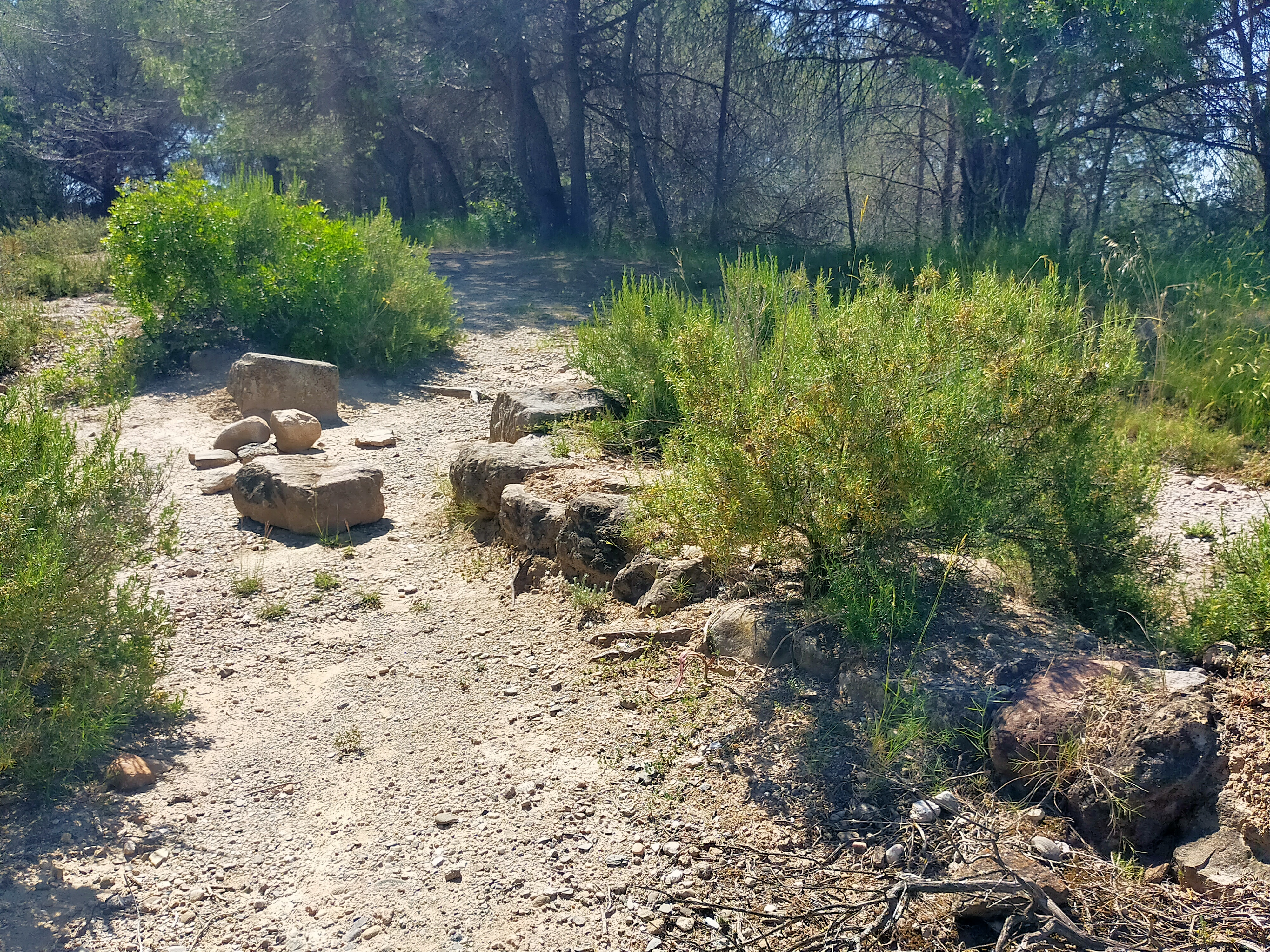
Restes del castell de Sant Genís

A partir de la mort de Guifré el Pilós, la frontera entre els cristians i els musulmans en aquesta zona quedava delimitada pel riu Llobregat: al nord s'hi establien els cristians i al sud hi restaven els musulmans. Era la consolidació d'una primera línia de conquestes, però sempre amb una ampla zona fronterera molt imprecisa, i sembla que bastant buida de població. La primera referència escrita que ens parla de Rivo Rubeo, l'actual Rubí, data de l'any 986 al voltant de l'església de Sant Pere de Rubí i protegit pel castell de Sant Genís. Es construeixen masies en les quals es va cultivar la terra i, posteriorment, s'estableix un nucli urbà estable davant de l'església de Sant Pere.

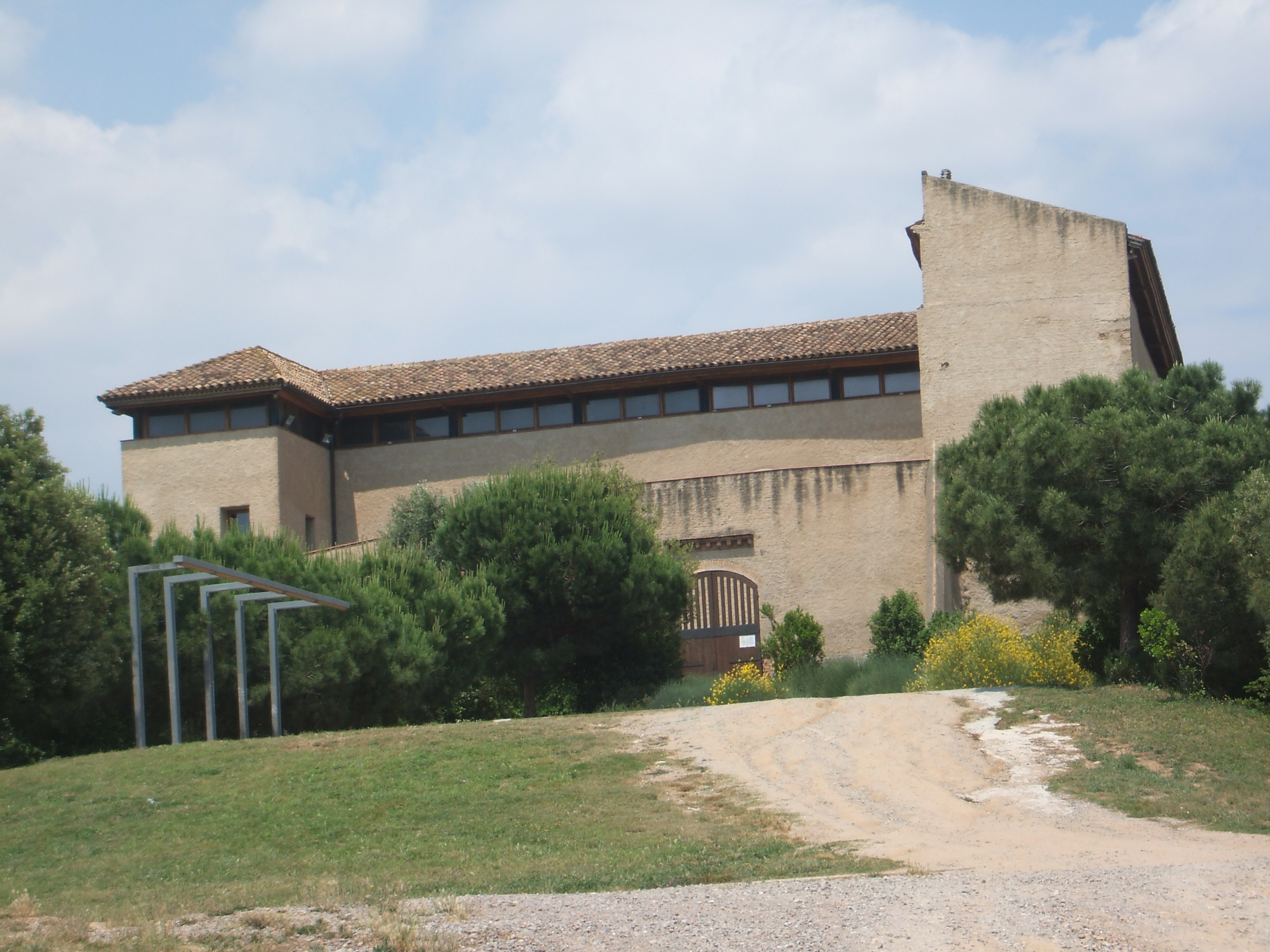
Castell de Rubí

L'any 1233, Berenguer de Rubí obté una autorització per part del rei Jaume I per tal d'aixecar un nou castell, el castell de Rubí, quedant el del turó de Sant Genís definitivament abandonat. Durant el segle xiv, la família dels Torrelles controla el terme subjecte als mals usos fins que el 1383 Ramon de Torrelles va vendre la remença, l'eixorquia i la cugucia, tres dels mals usos, a canvi que els seus camperols li guardessin fidelitat i homenatge a ell i als seus successors. Finalment, el 1394, Joan el Caçador va vendre la jurisdicció del castell a Joan de Togores i va donar als habitants el privilegi d'escollir batlle a canvi de pagar un impost col·lectiu, sent el primer batlle Pere de Xercavins.

### Edat Moderna
D'entre les guerres, cal destacar la Guerra de Successió, on el Decret de nova planta augmentà abusivament la pressió fiscal sobre Catalunya i provocà molt malestar, sobretot entre els amos de les masies, que només pretenien pagar les taxes municipals. A més, les males collites encara incrementaren aquest descontentament, perquè les classes més populars no podien satisfer la pressió fiscal. L'escassa indústria de Rubí la componien petits tallers tèxtils com el de cal Bassas i molins fariners com el molí de la Bastida.

### Edat Contemporània
El 1824 apareix la primera fàbrica, la de la Verneda d'en Carreras, dedicada a la producció de teixits de llana, coneguda popularment com "la Llana". Durant tot el segle xix les fàbriques tèxtils van continuar instal·lant-se a la vora de la Riera de Rubí, fins que al pas del segle xix al segle xx, la ciutat experimenta la seva primera gran expansió en plena revolució industrial, passant d'una economia basada en l'agricultura, a un model mixt amb la construcció d'indústries tèxtils a la vora de la riera, de les que es conserven quatre xemeneies i els edificis del Vapor Nou i el conjunt de l'Escardívol. Aquesta obra, com altres edificis de la ciutat, són obra de l'arquitecte Lluís Muncunill, deixeble d'Antoni Gaudí. Llevat dels contramestres i càrrecs especialitzats, la ma d'obra de les fàbriques era bàsicament dones i nens.
En 1855 la delimitació entre els municipis de Rubí i Sant Cugat del Vallès fou modificada, engrandint el territori de Rubí amb una zona d'horts entre la plana de can Bertran i el torrent dels Alous. En 1860 es va construir el primer pont de pedra a Rubí, de tres ulls, per connectar el poble amb les terres de conreu i les masies situades als camps de l'altra banda de la riera, i després d'expropiar diversos terrenys, el 1884 es va desviar el curs de la riera a ponent per poder incorporar al poble les terres de la Parellada del Castell de Rubí, i el 1897, per iniciativa dels germans Ribas, es construí un pont penjant.
A la fi de 1874, durant la tercera guerra carlina la vila fou assaltada per la partida del Muixí, que s'emporta l'alcalde i quatre propietaris «de gira» per la comarca. El 1897 l'energia elèctrica va arribar a Rubí, i amb ella l'electrificació de la seva indústria. Cap a la fi del segle xix, la reina regent Maria Cristina atorga el títol honorífic de Vila a la localitat.
L'arribada dels Ferrocarrils de Catalunya el 1919 amb la línia que connecta Barcelona amb Terrassa fa que s'ocupi la zona propera a l'estació. Fruit de la riquesa de l'emergent classe burgesa i el retorn dels indians, es construeixen noves edificacions, entre les quals destaquen el conjunt d'estil modernista situat a la Plana de Can Bertran i les Escoles Ribes. Durant la Mancomunitat de Catalunya, en la que s'impulsa el cooperativisme es construeix el Celler Cooperatiu, obra de l'arquitecte Cèsar Martinell.
La indústria, contràriament, es va desenvolupar amb rapidesa i avui sovintegen en el terme municipal empreses de construcció, tèxtils, del metall i l'electrònica, que s'agrupen en diversos polígons industrials (Cova Solera, Can Jardí, La Llana, Can Rosés...). Aquesta industrialització va anar acompanyada d'un vertiginós creixement demogràfic a partir de la dècada dels seixanta, amb la immigració massiva d'immigrants procedents d'Espanya. Si a començaments de la dècada de 1960 Rubí amb prou feines superava els 6.000 habitants, a final del segle xx ja ultrapassava els 50.000.
L'arribada de població d'altres ciutats catalanes, i les onades immigratòries al pas del segle xx al segle xxi des del nord d'Àfrica i el sud i centre d'Amèrica, fan de Rubí una ciutat atractiva i ben comunicada, de manera que només un terç de la població actual, al voltant de 72.000 habitants, són nascuts a la ciutat o al Vallès Occidental.

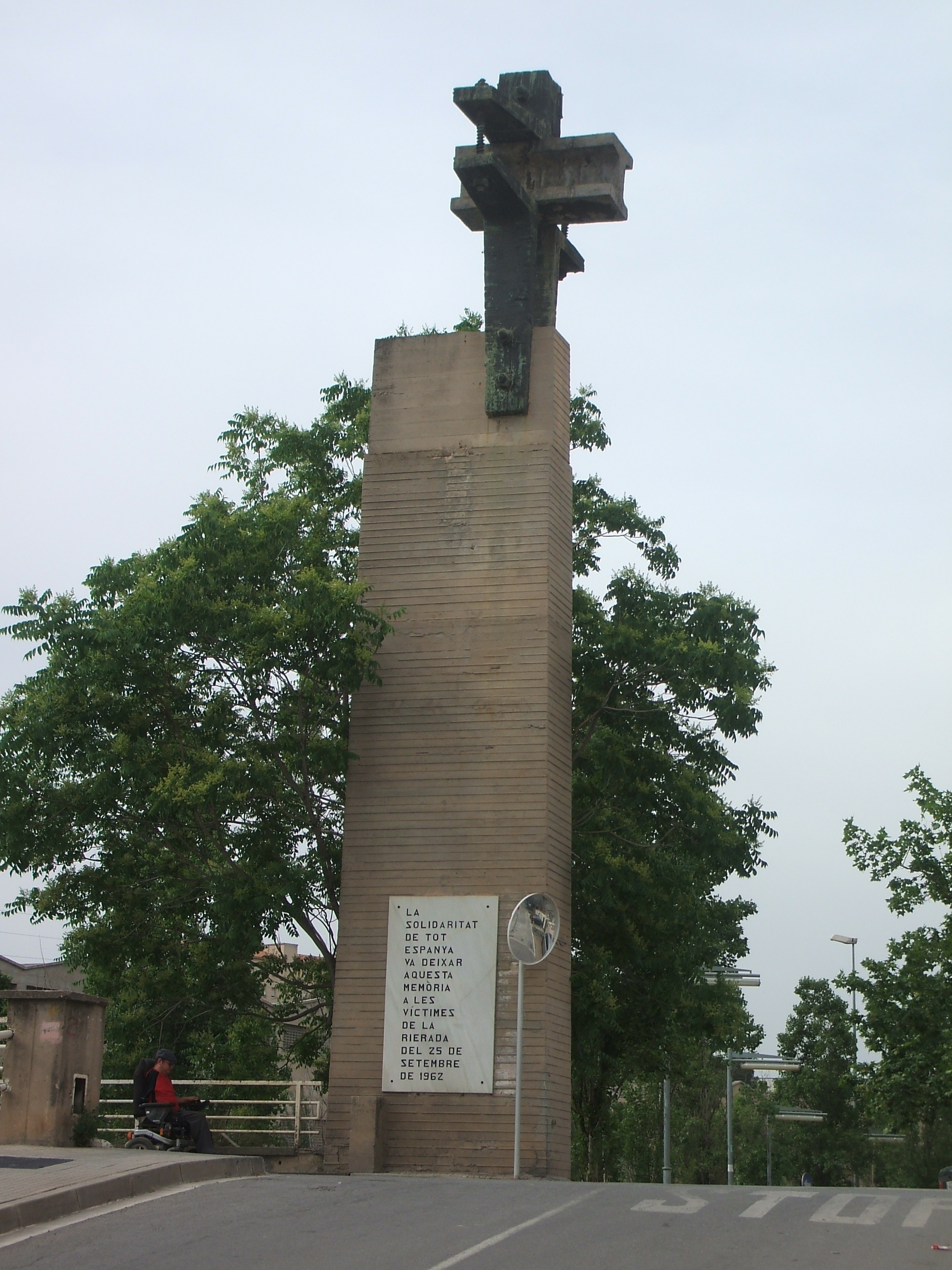
Monument a les víctimes de la riuada de 1962.

El 25 de setembre del 1962 s'esdevé el pitjor desastre hidràulic en tot Espanya. Rubí va perdre gairebé tota la seva agricultura la tardor del 1962 en unes violentes riuades, causades per unes fortes pluges. Es van registrar 182 litres en 24 hores a la Mola i varen provocar greus inundacions amb milers de víctimes, així com la consegüent destrucció dels barris construïts en precari a la llera de la riera. Des d'aleshores només subsisteixen alguns rodals de cereals i vinya.
Aquest desastre natural va provocar més de 800 morts (desapareguts inclosos), amb un total de més de 2600 en tota Catalunya. Es comptabilitzen un total de 441 morts, 374 desapareguts i 213 ferits, la major part de veïns de Terrassa (Les Fonts) i Rubí. En un 90% del total de pèrdues, es distribueix entre el 40% a Sabadell, un 30% a Terrassa i a Rubí 20%, aproximadament. El 10% restant es reparteix per Besòs i altres llocs puntuals com el Prat de Llobregat.
Aquestes pluges van provocar que les diferents rieres que provenen de Sant Llorenç del Munt i altres, s'unissin a Matadepera i Terrassa i que causessin el posterior desbordament de la riera en la ciutat de Rubí. A Rubí, la riera recupera la seva antiga llera desviada el 1850 per salvar la part baixa de la població. Aquest canvi de la llera de la riera, amb el pas del temps, havia caigut en l'oblit dels habitants i governants de Rubí, en part perquè s'ha fet moviment de terres i sense construccions d'obra civil. La llera antiga de la riera havia estat ocupat per habitatges, especialment des de 1930. Uns 105 habitatges situats en aquesta zona, anomenada l'Escardívol, desapareixen en pocs minuts la nit del 25 de setembre de 1962.
Per reallotjar els afectats per la inundació, el 28 de juny de 1964, coincidint amb la festa major de Rubí, el governador civil, va inaugurar el grup d'habitatges "25 de setembre"; quatre torres de 13 pisos i 43 blocs de pisos per als damnificats, que prèviament s'havien allotjat a les "cases de fusta". En total van ser 540 habitatges. Des de 1980, es va construir de nou, habitatges unifamiliars i en els primers anys del segle xxi blocs de pisos en zones molt afectades el 1962.

## Símbols
- L'escut de Rubí es defineix pel següent blasó:

Escut caironat truncat: primer de gules, 2 claus passades en sautor amb les dents a dalt i mirant cap enfora, la d'or en banda per damunt de la d'argent en barra; segon d'or, 4 pals de gules. Per timbre una corona mural de ciutat.
Va ser aprovat el 2 d'abril de 1990 i publicat en el DOGC l'11 del mateix mes.
Les claus de Sant Pere són l'atribut del patró de la ciutat i els quatre pals recorden que el municipi va estar sota jurisdicció reial.
- La bandera de Rubí té la següent descripció:

Bandera apaïsada de proporcions dos d'alt per tres de llarg, vermella, amb una banda groga fixada des de l'angle superior de l'asta fins a l'interior del vol damunt d'una barra blanca situada des de l'angle superior del vol fins a l'inferior de l'asta. L'ample de la banda i de la barra, de 1/8 de l'alt de la del drap.
El color vermell s'utilitza en representació de l'esmalt de camper de l'escut, i els colors grocs i blanc, en representació de les claus de Sant Pere, que figuren en l'escut.
Va ser publicada en el DOGC el 14 de maig de 1990.

## Demografia

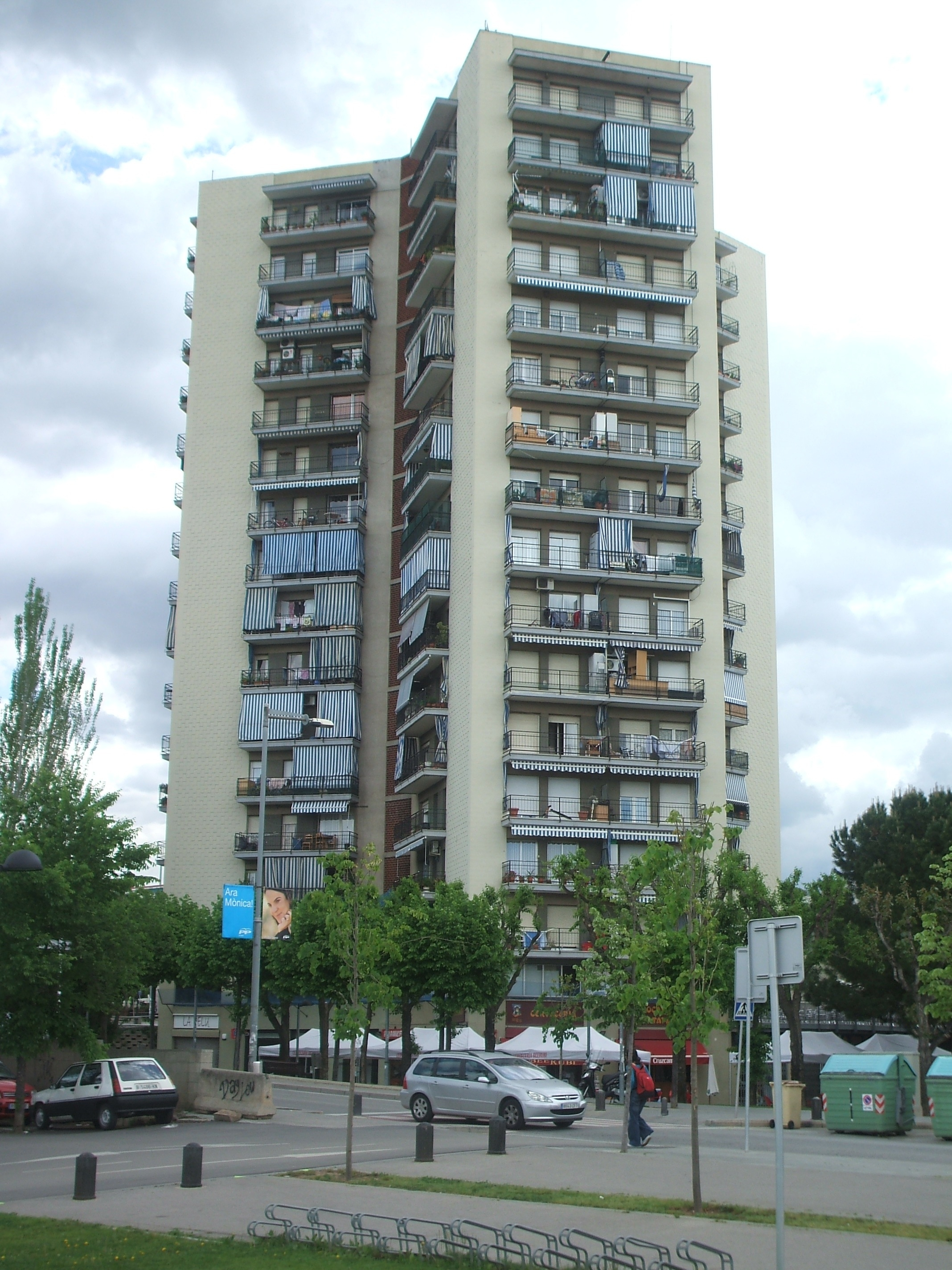
El barri de les Torres

En un estudi del 30 de setembre de 2008, Rubí tenia un total de 74.468 habitants, dels quals 37.016 són homes i 37.452 són dones, segons dades del padró municipal de Rubí. L'any anterior, tenia 70.494 habitants.
La població de la ciutat va anar creixent des dels 3.000 habitants, amb què comptava el 1860, fins als 6.000, en què es va estabilitzar des dels anys 1930 fins als anys 1960, tret de la davallada produïda per la Guerra Civil espanyola i el posterior exili. El creixement de població en aquesta època es basa en la immigració procedent de Catalunya. Si a començaments dels seixanta Rubí amb prou feines superava els 9.000 habitants, en aquella dècada triplicà la població, i cap a la fi del segle xx ja ultrapassava els 50.000. L'arribada de població d'altres ciutats catalanes i les onades immigratòries provinents del nord d'Àfrica i el sud i centre d'Amèrica, fan de Rubí una ciutat que super'a els 70.000 habitants en 2006, i 80.000 en 2023, compostos en un 50,5% de població masculina i un 49,4% de població femenina.
Els immigrants espanyols (2001) representen encara el 32,61% de la població, i els ciutadans no espanyols de Rubí (2006), que representen el 16,3% de la població són fonamentalment marroquins (28,7%), Equatorians (28,7%) i colombians (6,5%). La resta de procedències són residuals.
| Població per lloc de naixement | 2023   |
| ------------------------------ | ------ |
| Catalunya                      | 49.448 |
| Resta d'Espanya                | 14.134 |
| Estrangers                     | 16.452 |

| Estrangers per nacionalitats           | Estrangers per nacionalitats |
| -------------------------------------- | ---------------------------- |
| Marroc                                 | 28,7%                        |
| Equador                                | 28,3%                        |
| Colòmbia                               | 6,5%                         |
| Resta (majoritàriament de Sud-amèrica) | 36,6%                        |

| 1497 f | 1515 f | 1553 f | 1717 | 1787 | 1857  | 1877  | 1887  | 1900  | 1910  |
| ------ | ------ | ------ | ---- | ---- | ----- | ----- | ----- | ----- | ----- |
| 31     | 33     | 35     | 327  | 345  | 2.295 | 3.831 | 3.989 | 4.400 | 4.429 |

| 1920  | 1930  | 1940  | 1950  | 1960  | 1970   | 1981   | 1990   | 1992   | 1994   |
| ----- | ----- | ----- | ----- | ----- | ------ | ------ | ------ | ------ | ------ |
| 5.239 | 6.623 | 6.091 | 6.953 | 9.907 | 25.451 | 43.532 | 50.973 | 50.703 | 50.703 |

| 1996   | 1998   | 2000   | 2002   | 2004   | 2006   | 2008   | 2010   | 2012   | 2014   |
| ------ | ------ | ------ | ------ | ------ | ------ | ------ | ------ | ------ | ------ |
| 54.085 | 55.728 | 58.646 | 62.638 | 66.425 | 70.006 | 71.927 | 73.591 | 74.484 | 74.353 |

| 2016   | 2018   | 2020   | 2022   | 2024   | 2026 | 2028 | 2030 | 2032 | 2034 |
| ------ | ------ | ------ | ------ | ------ | ---- | ---- | ---- | ---- | ---- |
| 75.167 | 76.423 | 78.591 | 79.007 | 81.532 | -    | -    | -    | -    | -    |

### Evolució
La piràmide de població és indicativa dels fluxos migratoris que rep la ciutat, car s'eixampla de manera especial en les franges situades al voltant dels 25 a 35 anys, a les quals pertanyen pràcticament el doble que en les franges de gent més jove. El decreixement de percentatges de població adulta segueix un descens tradicional.

## Política

### Govern municipal
Rubí destaca per ser una de les ciutats amb l'índex més gran d'abstenció de Catalunya, i que compta en l'àmbit local amb més candidatures: a les eleccions municipals de 2007 s'hi van presentar 8 llistes i 9 el 2011, sis de les quals van obtenir representació. L'any 2011 es tornen a presentar FAVR (Federació d'Alternatives Veïnals de Rubí) i Ciutadans, sense aconseguir aleshores representació, i es presenta per primera vegada a la localitat PxC (Plataforma per Catalunya) que tampoc aconsegueix representació. El 2011 l'abstenció va ser del 53,58%.
Segons les darreres eleccions municipals (2023), la composició de l'Ajuntament és la següent:
| Candidatura | Candidatura                                                                 | Cap de llista        | Vots   | Regidors | % vots |
| ----------- | --------------------------------------------------------------------------- | -------------------- | ------ | -------- | ------ |
|             | Partit dels Socialistes de Catalunya                                        | Ana Maria Martínez   | 8.424  | 9        | 31,28  |
|             | Esquerra Republicana - Acord Municipal                                      | Xavier Corbera Gaju  | 4.566  | 5        | 16,95  |
|             | VOX                                                                         | Nerea Andrés Antón   | 2.964  | 3        | 11,00  |
|             | Partit Popular                                                              | Juan Jose Giner      | 2.339  | 2        | 8,68   |
|             | Veïns per Rubí (VR)                                                         | Antoni García Berea  | 2.146  | 2        | 7,96   |
|             | Alternativa d'Unitat Popular Rubí - Alternativa Municipalista (AUP - AMUNT) | Marina Dolset Mancho | 1.989  | 2        | 7,38   |
|             | En Comú Podem Rubí - Confluència (ECPR - C)                                 | Andrés Medrano Muñoz | 1.964  | 2        | 7,29   |
|             | Altres                                                                      |                      | 2.206  | 0        | 8,18   |
|             | Blanc                                                                       |                      | 328    | -        | 1,21   |
| Total       | Total                                                                       | 27.207               | 27.207 | 25       | 48,05  |

| Període     | Alcalde o alcaldessa                            | Partit polític | Data de possessió     | Observacions |
| ----------- | ----------------------------------------------- | -------------- | --------------------- | ------------ |
| 1979–1983   | Miquel Llugany i Paredes                        | PSUC           | 19/04/1979            | --           |
| 1983–1987   | Miquel Llugany i Paredes                        | PSUC           | 28/05/1983            | --           |
| 1987–1991   | Miquel Llugany i Paredes                        | ICV            | 30/06/1987            | --           |
| 1991–1995   | Miquel Llugany i Paredes Eduard Pallejà i Sedó  | ICV            | 15/06/1991 06/05/1994 | --           |
| 1995–1999   | Eduard Pallejà i Sedó                           | ICV            | 17/06/1995            | --           |
| 1999–2003   | Eduard Pallejà i Sedó Núria Buenaventura i Puig | ICV            | 03/07/1999 14/04/2000 | --           |
| 2003–2007   | Carme García Lores                              | PSC            | 14/06/2003            | --           |
| 2007–2011   | Carme García Lores                              | PSC            | 16/06/2007            | --           |
| 2011–2015   | Carme García Lores                              | PSC            | 11/06/2011            | --           |
| 2015–2019   | Ana Maria Martínez Martínez                     | PSC            | 13/06/2015            | --           |
| 2019-2023   | Ana Maria Martínez Martínez                     | PSC            | 15/06/2019            | --           |
| Des de 2023 | Ana Maria Martínez Martínez                     | PSC            | 17/06/2023            | --           |

En la darrera etapa democràtica, la població de la ciutat s'ha mostrat com una ciutat d'esquerra i poc nacionalista catalana, fruit de la transformació demogràfica de les darreres generacions, formades en bona part per persones d'origen humil, tant espanyoles, com africanes i sud-americanes, sumades a una població autòctona comparativament reduïda, i visualitzat per les majories absolutes, entre els anys 1978 i 1999 del PSUC i la seva successora Iniciativa per Catalunya, i a partir de 1999 relativa d'Iniciativa per Catalunya i, des del 2003, relativa del PSC. Durant la legislatura 1999-2003, ICV-EUA (10 regidors) va governar durant dos anys amb el PSC, es trenca el pacte amb el PSC i els dos anys últims ICV-EUA governa amb CiU (2 regidors) i ERC (2 regidors).
Encara que amb grans diferències de vots per cada partit segons el tipus d'elecció, el partit dominant en la ciutat és el PSC, que ha guanyat totes les eleccions des de les municipals del 1999, amb percentatges que oscil·len entre el 33,62% a les autonòmiques i el 50,40% de les eleccions generals. Iniciativa per Catalunya aconsegueix els millors resultats en les locals i el Partido Popular en les generals.
La suma de percentatges de les forces nacionalistes catalanes que es presenten a les eleccions locals, ERC, CiU (fins al 2015) i Junts (des de 2019) se situa entorn del 20%, amb una distància que progressivament s'ha anat eixamplant amb els anys, i que ha fet que els republicans gaudeixin lleugerament de més suport en les eleccions locals i Junts no hagi aconseguit mai representació en no arribar al 5% dels vots. En les eleccions al Parlament de Catalunya, el percentatge sumat de les dues forces és del 35%, rebent els conservadors el doble de vots que els d'esquerra.
Des de 2003, ha governat el PSC, primer amb Carme García Lores i des de 2015 amb Ana Maria Martínez. En les eleccions de 2003 van sorgir diversos moviments en resposta a la gestió dels equips d'Iniciativa per Catalunya, que van fructificar en dues agrupacions que van aconseguir representació, de les quals únicament Alternativa Ciutadana de Rubí va aconseguir repetir representació primer amb Alternativa d'Unitat Popular i des de 2022, aquesta darrera formació en solitari, mentre que Units per Rubí va desaparèixer, i en 2015 va sorgir Veïns per Rubí (VR), que va aconseguir representació en 2015, 2019, i 2023.

### Eleccions al Parlament de Catalunya del 2024
| Candidatura | Candidatura    | Cap de llista | Vots   | Regidors | % vots |
| ----------- | -------------- | ------------- | ------ | -------- | ------ |
|             | PSC            |               | 10.346 |          | 34,45  |
|             | ERC            |               | 3.993  |          | 13,29  |
|             | VOX            |               | 3.791  |          | 12,62  |
|             | Partit Popular |               | 3.544  |          | 11,80  |
|             | Junts          |               | 3.456  |          | 11,51  |
|             | Comuns Sumar   |               | 1.899  |          | 6,32   |
|             | CUP            |               | 1.029  |          | 3,42   |
|             | Nuls           |               |        |          | 0,71   |
|             | Vots en blanc  |               |        |          | 0,98   |
| Total       | Total          |               |        |          | 53,14  |

## Medi físic

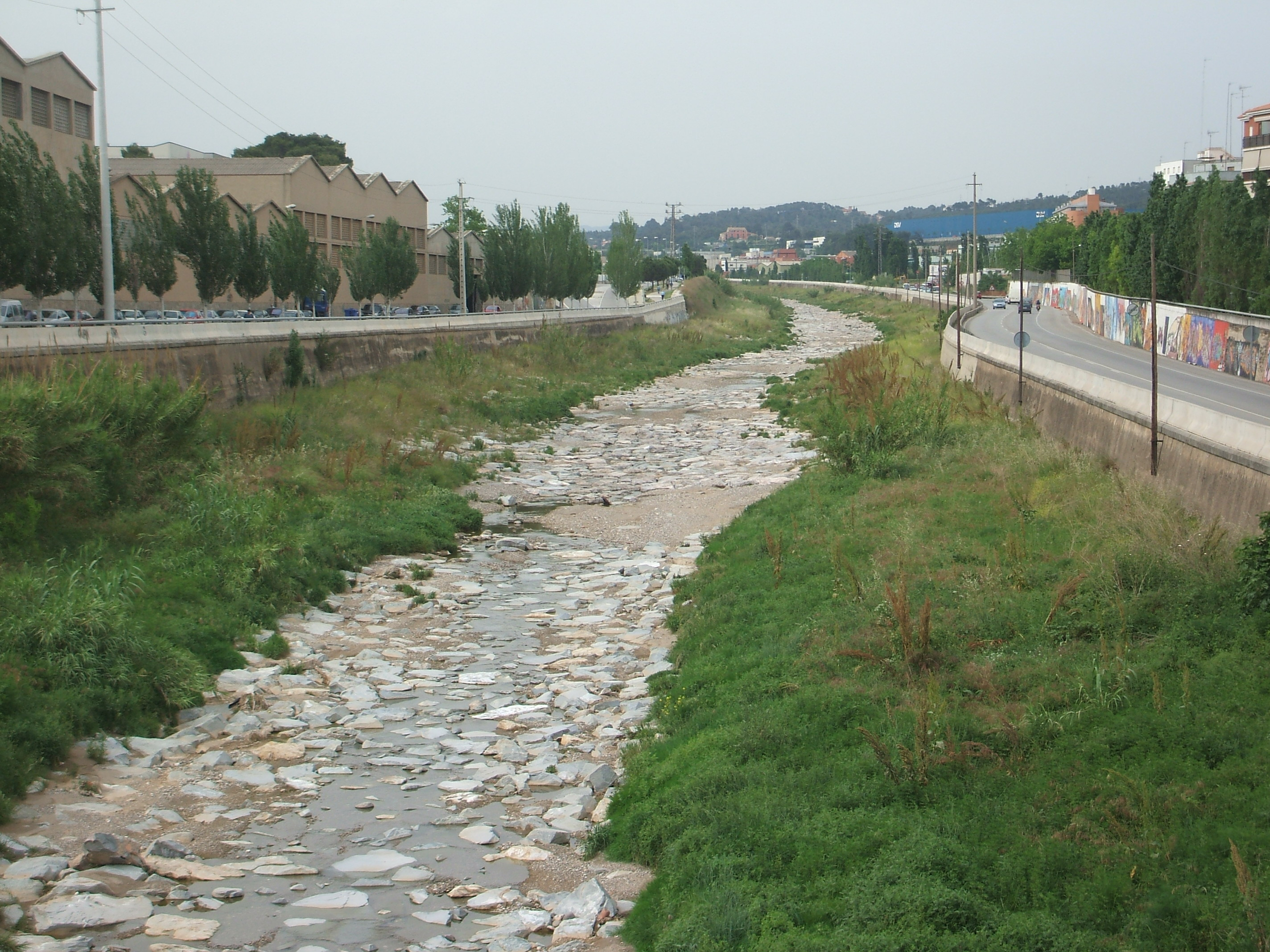
La riera de Rubí al seu pas per la ciutat.

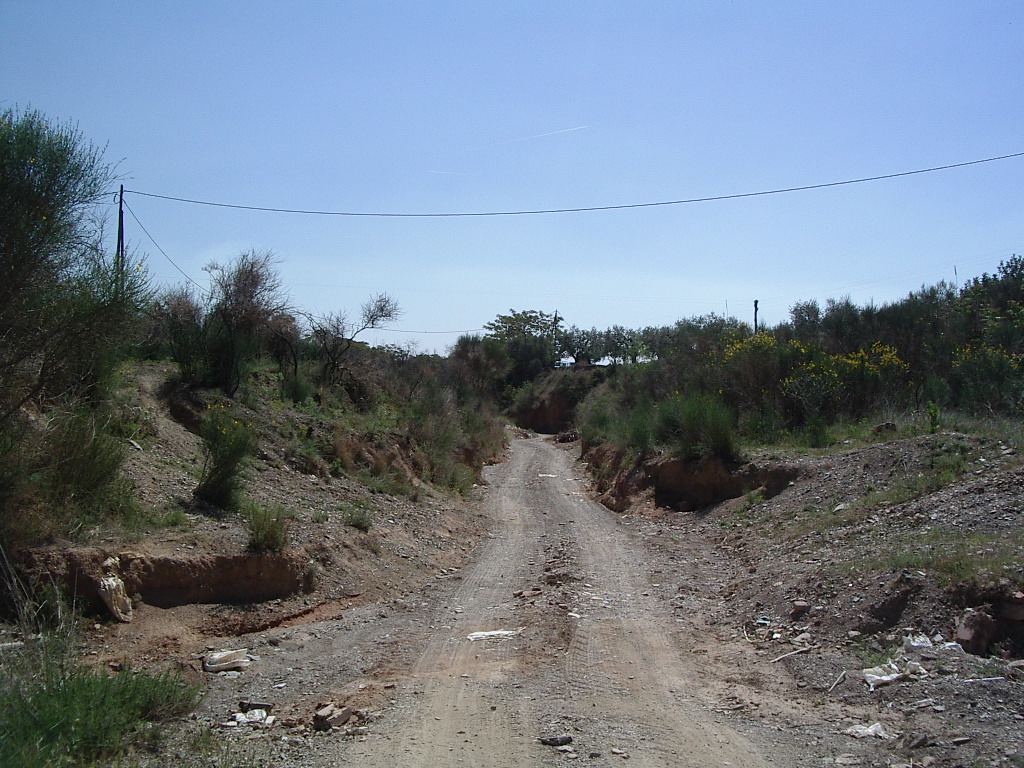
La riera de la quadra.

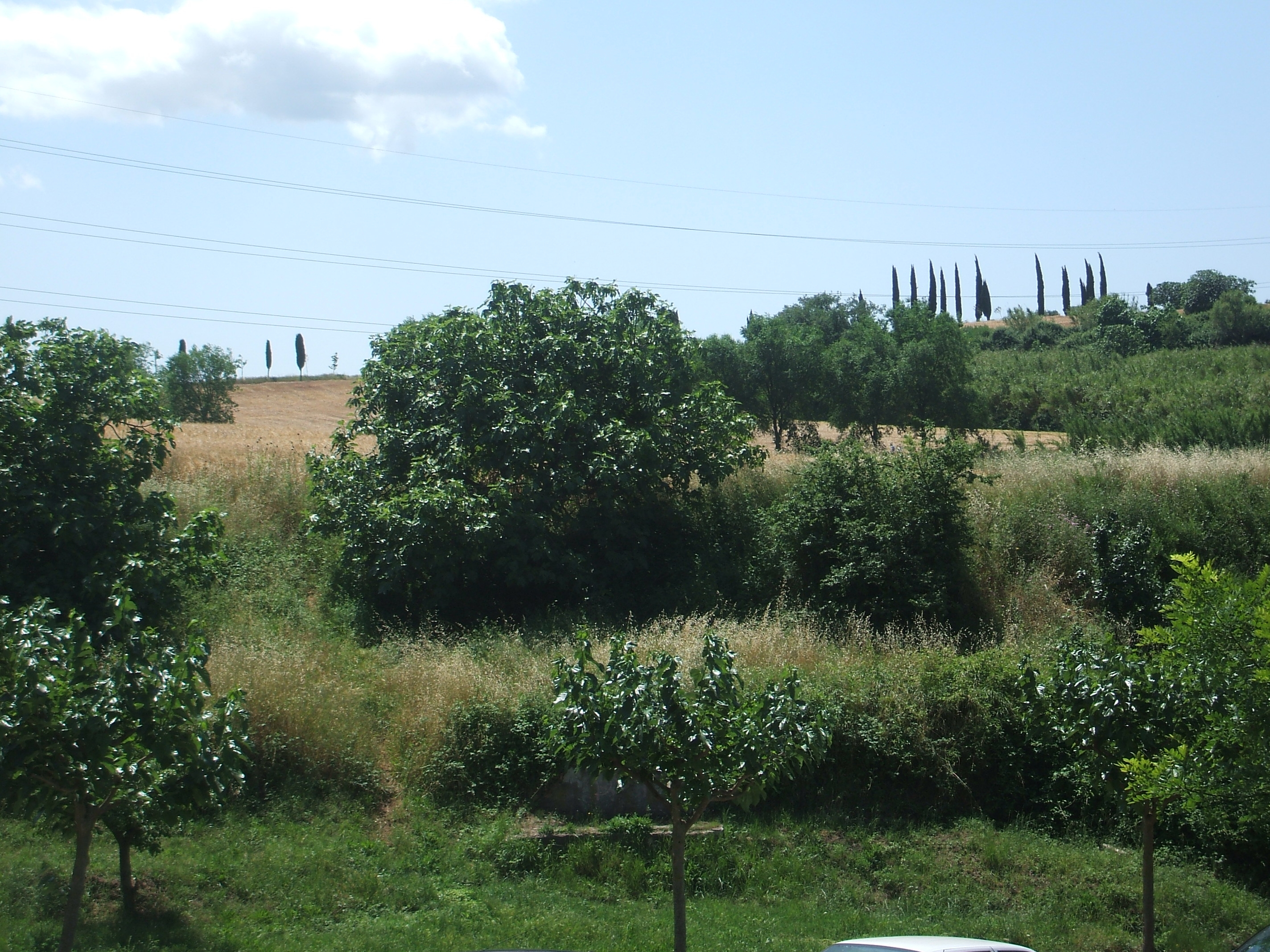
El Parc de Ca n'Oriol.

El clima del municipi correspon al clima mediterrani, caracteritzat per hiverns relativament suaus, i la precipitació a l'estiu no és suficient per cobrir l'evapotranspiració de les plantes.
Rubí està situat en una part de les serres de la Serralada Prelitoral catalana: la serra de Can Riquer i la Serra de l'Oleguera situades al nord, i a l'est hi ha la Serra de Can Guilera.
El municipi està creuat de nord a sud per la Riera de Rubí, a la que arriben diversos torrents procedents de les serres del nord, entre ells els de Can Balasc i Can Canyadell, que delimiten el límit del municipi amb Castellbisbal, i els de Can Tallafigueres, Can Xercavins, Can Pidelaserra, Sant Muç, Can Ramoneda, i Can Solà. A la riba sud s'hi troba el torrent dels Alous i el de Can Ferran, que marquen, durant un bon traçat, la frontera entre Sant Cugat del Vallès i Rubí. Tant la riera com els torrents són tributaris del riu Llobregat.
Dins del terme no hi ha cap espai que gaudeixi d'una figura de protecció específica com la de Parc nacional, Parc natural, Paratge natural d'interès nacional, Paratge nacional d'interès natural i Reserva natural, però dins el territori es troben part dels corredors naturals Collserola-Sant Llorenç del Munt i de la Serra de Can Guilera, entre els quals hi ha els connectors de les valls de Sant Muç i de Can Tàpies. El terme conté altres espais amb un excepcional valor natural, com l'ermita i les alzines de Sant Muç, el torrent de Can Ramoneda o les masses forestals.
La ciutat compta amb una extensa xarxa de parcs i zones verdes: en la riba sud de la ciutat hi ha, d'est a oest, el parc de ca n'Oriol, el Parc de la Pau i la Natura, i el de Ca n'Alzamora, i en la riba nord de la riera, hi ha unes grans extensions de natura amb diferents graus de protecció arran de les resolucions del parlament de Catalunya 941/V i 554/V, a la Serra de Can Guilera, Can Ramoneda, Can Xercavins, Can Roig, la Serra de Can Riquer i el Corredor biològic de Can Carreras.

## Infraestructures

### Educatives[30]
La ciutat compta amb onze escoles públiques d'educació primària i amb sis instituts d'educació secundària:
Escoles públiques d'educació primària
- Esc. 25 de Setembre.
- Esc. Ca n'Alzamora.
- Esc. Joan Maragall.
- Esc. Maria Montessori.
- Esc. Mossèn Cinto Verdaguer.
- Esc. Pau Casals.
- Esc. Ramon Llull.
- Esc. Rivo Rubeo.
- Esc. Schola.
- Esc. Teresa Altet.
- Esc. Torre de la Llebre.

Instituts públics d'educació secundària
- Ins. Torrent dels Alous.
- Ins. Duc de Montblanc.
- Ins. J. V. Foix.
- Ins. La Serreta.
- Ins. L'Estatut.

Escoles públiques de titularitat municipal
- Escola d'art i disseny EDRA.
- Escola de música Pere Burés.

Intitut Municipal de Promoció Econòmica i Social
- ((IMPES))

És una institució pública en la qual es desenvolupen diverses tasques com, per exemple, la promoció econòmica i de treball. Per tant, s'imparteixen cursos per a aturats i hi ha una borsa de treball pròpia. Un dels molts cursos que s'imparteixen s'anomena SEFED i és molt interessant.

### Sanitàries
La ciutat compta amb tres Centre d'Atenció Primària (CAP):
- CAP 1 Mútua de Terrassa - c. Prat de la Riba, 20-22. 08191 Rubí.
- CAP 2 Anton de Borja - c. Edison, s/n. 08191 Rubí.
- CAP 3 Sant Genís - c. Miquel Mumany, 11-19. 08191 Sant Jordi Park, Rubí.

A més, compta amb el Centre d'Orientació Sanitària (COS) i un Centre de Dia en Salut Mental (CDSM).
Està aprovada la construcció de l'Hospital de Rubí, que durà per nom Vicenç Ferrer (o Vicente Ferrer) i que donarà servei a les poblacions de Rubí, Sant Cugat del Vallès i Castellbisbal, que sumen una població de més de 150.000 habitants. Ja han estat adjudicats els terrenys on es construirà el nou centre hospitalari, a la zona de Can Sant Joan, prop del Bosc de Ca n'Oriol, limítrof amb el terme municipal santcugatenc, però dins del rubinenc.

### Esportives[32]
| - Camp de futbol de Can Fatjó. - Camp de futbol de gespa artificial (z.e. Can Rosés). - Camp de futbol del 25 de Setembre. - Circuit de radiocontrol. - Circuit de trial. - Espai lúdic plaça Lluís Companys. - Estadi de petanca Cova Solera. - Pavelló d'Hoquei Línia "La Llana". - Pavelló Escola Montserrat (Pavelló en el qual juga el CEB Sant Jordi. - Pavelló poliesportiu (zona esportiva Can Rosés). - Pavelló Regina Carmeli. - Piscina coberta i descoberta (z.e. Can Rosés). | - Pista de frontenis Ca n'Oriol. - Pista de frontenis Can Tapis. - Pista esportiva Can Solà. - Pista esportiva Centre Cívic el Pinar. - Pista poliesportiva Can Vallhonrat. - Pista poliesportiva Castellnou Sector A. - Pista poliesportiva Castellnou Sector C. - Pista poliesportiva Castellnou Sector D. - Pista poliesportiva Esc. Maria Montessori. - Pista poliesportiva Esc. Pau Casals. - Pista poliesportiva Esc. Teresa Altet. | - Pista poliesportiva Centre Cívic Can Fatjó. - Pista poliesportiva de La Llana. - Pista poliesportiva de gespa (zona esportiva Can Rosés). - Pista poliesportiva Francesc Calvo. - Pista poliesportiva Ins. La Serreta. - Pista poliesportiva Les Torres. - Pista poliesportiva Parc per la Pau i la Natura. - Pista poliesportiva plaça de la Sardana. - Pistes d'atletisme (zona esportiva Can Rosés). - Pistes de petanca Santa Rosa. - Pistes de petanca Vallès. - Sportenis Rubí (Club de tennis). |

### Distribució administrativa
Rubí té quasi 33 km² de superfície i està dividit en 4 districtes administratius:
| Districte                                                      | Es troba a:                                                                                             | Habitants     |
| -------------------------------------------------------------- | --- | ------------- |
| Districte 1                                                    | Sant Muç Castellnou Can Mir Can Solà                                                                    | 6382 (8,7%)   |
| Districte 2                                                    | Can Fatjo Sant Jordi Park La Plana del Castell Can Serrafossà Els Avets La perla del Vallès Can Ximelis | 8856 (12,1%)  |
| Districte 3                                                    | Ca n'Alzamora Les Torres 25 de setembre Progrés Can Vallhonrat                                          | 15748 (21,6%) |
| Districte 4.1                                                  | Rubi-Centre Casc Antic Ajuntament Jutjats Zona Ateneu                                                   | 42001 (57,5%) |
| Districte 4.2                                                  | Zona Nord La Serreta Ca n'Oriol Can Rosés                                                               | 42001 (57,5%) |
| Districte 4.3                                                  | Zona El celler Mercat Maristes Zona Inem                                                                | 42001 (57,5%) |
| Polígons industrials                                           | |               |
| La Llana (Rubí Nord-oest)                                      | |               |
| Can Rosés, La Batida. (Rubí Nord-est)                          | |               |
| Can Pi de Vilaroc, Can Jardí, Rubí Sud, Cova Solera (Rubí-sud) | |               |
| Can Sant Joan de Rubí (Rubí-est)                               | |               |

## Transport

### Comunicació viària
El municipi de Rubí està situat en un dels principals nusos de comunicacions de Catalunya. Diversos eixos la creuen en totes direccions. Les xarxes de transport públic estan incloses en el sistema tarifari integrat de transport de la regió metropolitana de Barcelona.

### Ferrocarrils

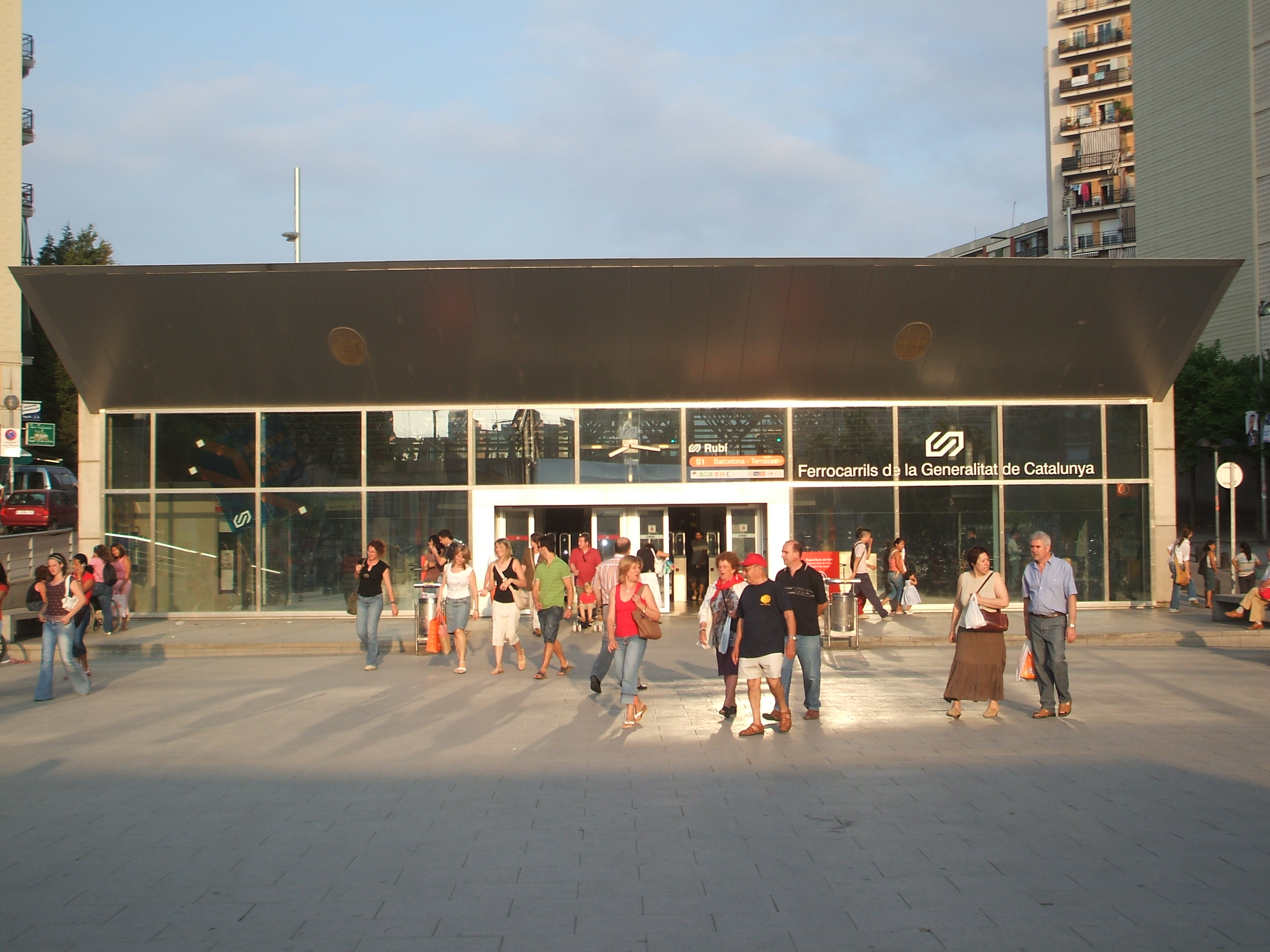
Plaça de la nova estació dels FGC.

Hi ha dues línies de ferrocarril que transcorren el terme de Rubí operats per les dues companyies de ferrocarril a Catalunya: la Línia Barcelona-Vallès de Ferrocarrils de la Generalitat de Catalunya (FGC), i la Línia Castellbisbal/el Papiol-Mollet de Adif, operat per Rodalies de Catalunya.

#### FGC
FGC (Ferrocarrils de la Generalitat de Catalunya) dirigeix la línia Barcelona-Vallès, també anomenat Metro del Vallès. L'estació Rubí (FGC) es troba a la plaça Pearson, a l'extrem sud del centre de Rubí, al costat del barri de Les Torres. En aquesta estació, circulen les línies S1 i S7.
Prop d'aquesta estació s'aturen totes les línies d'autobusos urbans que connecten amb els diferents barris rubinencs. A la sortida Av. Barcelona, es troben les línies L1 i L4 a la plaça Pearson, i les L3, L5 i L6 a la Rambleta de Joan Miró. La parada de la L2 es troba sortint de l'estació per la sortida del carrer Can Cabanyes.
| Línies FGC: | Línies FGC:                               | Capçalera       | <<estació        | estació >> | Destí                   |
| ----------- | ----------------------------------------- | --------------- | ---------------- | ---------- | ----------------------- |
|             | Plaça Catalunya - Terrassa Nacions Unides | Plaça Catalunya | Hospital General | Les fonts  | Terrassa Nacions Unides |
|             | Plaça Catalunya - Rubí                    | Plaça Catalunya | Hospital General | Terminal   | Terminal                |

La línia S1 Barcelona-Terrassa Nacions Unides circula amb normalitat i l'horari normal.
La línia S7 Barcelona-Rubí solament circula en hora punta: 6-9 del matí i les 20-21 de la nit.
| Estació | Destinació              | Línies a utilitzar | Temps de recorregut                                      |
| ------- | ----------------------- | ------------------ | -------------------------------------------------------- |
| Rubi    | Plaça Catalunya         |                    | 33 minuts                                                |
| Rubi    | Terrassa Nacions Unides |                    | ~20 minuts                                               |
| Rubi    | Sant Cugat Centre       |                    | 8 minuts                                                 |
| Rubi    | Universitat Autònoma    |                    | 18 minuts (Cal fer transbordament en Sant Cugat Centre)  |
| Rubi    | Sabadell                |                    | ~30 minuts (Cal fer transbordament en Sant Cugat Centre) |

##### Propers projectes al Metro del Vallès
S'està estudiant des de 2010, la construcció de la segona estació del Metro del Vallès (FGC) a Rubí, que s'ubicarà al polígon industrial de La Llana, molt a prop de la zona Nord de Rubí i de les urbanitzacions de Sant Muç. L'emplaçament d'aquesta nova estació de ferrocarrils és idoni per a la ciutat, ja que l'estació del centre rep diàriament un flux de passatgers molt elevat (uns 18.000 viatgers) i la nova estació donaria accés directe a Barcelona i Terrassa als barris propers que posseeixen uns 45.000 habitants, que no s'haurien de desplaçar fins al centre per sortir de la ciutat en tren i, a més a més, descentralitzaria l'estació de les Torres. Encara que actualment, tenir una segona estació en Rubí no és prioritari, segons Pere Torres, demanades a partir de les peticions de l'alcaldessa de Rubí, Ana Maria Martinez (2015-2019). Explica que en el Pla de Construccions entre 2011 a 2020 no és reconegut com a caràcter prioritari el fet de tenir una altra estació, però hi ha la possibilitat que aparegui a partir del 2020. Reconeix que es l'únic cas en què hi ha solament una estació en una ciutat de més de 70.000 habitants amb la indignació que en Sant Cugat, ciutat de menys de 100.000 habitants (2017), amb 8 estacions d'aquesta línia.

#### Rodalies de Catalunya/RENFE
L'estació de Rubí (Adif) està situada a l'avinguda de l'Electricitat, entre els barris de Ca n'Alzamora i Can Vallhonrat. La línia R8 de Rodalia de Barcelona enllaça les estacions de Martorell i Granollers-Centre, travessant les comarques del Baix Llobregat, el Vallès Occidental i el Vallès Oriental. És la primera línia del sistema de rodalies que no passa per la ciutat de Barcelona.
| Granollers Centre - Martorell | Granollers Centre - Martorell | Granollers Centre - Martorell | Granollers Centre - Martorell |
| Estació                       | Línies Rodalies               | << estació                    | estació >>                    |
| ----------------------------- | ----------------------------- | ----------------------------- | ----------------------------- |
| Rubí                          |                               | Castellbisbal                 | Sant Cugat-Coll Favà          |

L'estació de RENFE de Rubí es troba una mica allunyada del centre urbà: a uns 15-20 minuts a peu aproximats. No obstant això, la línia de bus urbà L2 connecta l'estació de RENFE amb la d'FGC, el centre ciutat i els barris de Ca n'Oriol i El Pinar. Altres línies que hi passen a prop són la L4 i L5, a uns 3-5 minuts a peu des de l'estació, que també connecten la RENFE amb FGC i centre ciutat, i també amb els barris de La Serreta, Rubí Nord i Can Rosés.
Considerat, "una estació fantasma":
Diàriament, l'estació FGC de Rubí acumula més de 8000 viatgers, que utilitzen la línia per anar a Terrassa, Sant Cugat o a Barcelona (els punts més destacats). Aquesta estació de Rodalies no sol arriba els 400
 i 
tot i els esforços, l'estació no ha rebut les expectatives per tenir més viatgers, ja que el motiu és perquè se situa en un punt llunyà de la ciutat.
Actualment, està previst fer-hi una estació al costat de l'estació de Hospital General de FGC, per fer transbordament de totes dues línies, deixant l'estació de Rubí de Rodalies inactiva.

#### Autobusos urbans
Rubí té a disposició dels seus ciutadans una xarxa de set línies urbanes d'autobusos públics per a la ciutat, gestionada per l'empresa Corporación Española de Transporte S.A (anomenada Avanza Grupo).
- L1 El Pinar - Can Serrafossà, de 5.30 a 22.00, cada 30 minuts. Parades principals: El Pinar - Cementiri - Can Rosés Industrial - Plaça Sardana - Ajuntament - Estació FGC - Cova Solera - Can Fatjó - IES Duc de Montblanc - Els Avets - Can Serrafossà.

- L2 El Pinar/Can Rosés - Can Vallhonrat, de 6.15 a 21.45, cada 30 minuts. Parades principals: El Pinar - Can Rosés - Ca n'Oriol - Plana de Can Bertran - Biblioteca Municipal - Casal d'avis - Plaça Progrés - CAP Antón de Borja - Estació FGC - Ca n'Alzamora - Estació RENFE - Can Vallhonrat.

- L3 Castellnou - Estació RubÍ+D, de 6.18 a 21.55, cada 30 minuts. Parades principals: Castellnou - Can Mir - Camí d'Ullastrell - Ins. J.V. Foix - Sant Muç - C.A.P. Sant Genís - Sant Jordi Park - Can Fatjó - Estació FGC - l'Escardívol - Rubí Nord - Plaça Sardana - Plana del Castell.

- L4 Estació - Can Rosés - Estació RubÍ+D (línia circular), de 6.30 a 21.54, cada 22 minuts. Parades principals: Estació FGC - Avinguda Barcelona / Francesc Macià - Plaça Catalunya - C.A.P. Mútua - La Serreta - Rubí Nord - Can Rosés - Els Nius - Ca n'Oriol - Plana de Can Bertran - Avinguda de l'Estatut - Parc de Ca n'Oriol - Ins. l'Estatut - 25 de Setembre - C.A.P. Anton de Borja - Ca n'Alzamora - Les Torres - Estació FGC.

- L5 Can Rosés - Estació RubÍ+D - Can Rosés (línia circular), de 6.44 a 22.05, cada 22 minuts. Parades principals: Can Rosés - La Serreta - Rubí Nord - Plaça Sardana - Ajuntament - Estació FGC - Les Torres - Ca n'Alzamora - C.A.P. Anton de Borja - 25 de Setembre - Avinguda de l'Estatut - IES l'Estatut - Parc de Ca n'Oriol - Plana de Can Bertran - Ca n'Oriol - Els Nius - Can Rosés.

- L6 Pol. La Bastida - Pol. Rubí Sud, de 5.30 a 8 i de 14 a 19, cada 30 minuts. Parades principals: La Bastida - La Llana - Escardívol - Ajuntament - Estació FGC - Cova Solera - Can Jardí - Can Pi de Vilaroc - Rubí Sud.

- L7 Estació RubÍ+D - Sant Muç, sortides de Sant Muç: 7.18, 16.45 Sortides de l'Estació RubÍ+D: 14.00, 16.13, 19.13. Parades principals: Estació RubÍ+D - Cap St. Genís - Plaça del Pi - Bellpuig.

### Autobusos interurbans
Set línies d'autobusos interurbans connecten Rubí amb la resta de ciutats del Vallès Occidental i el Barcelonès:
- Autos Castellbisbal. SA: Rubí - El Papiol - Molins de Rei (3 autobusos, només feiners).
- Autos Castellbisbal. SA: Rubí - Castellbisbal. Polígons Industrials (5 autobusos, només feiners).
- Autos Castellbisbal. SA: Sabadell - Sant Quirze del Vallès - Rubí - Hospital General (2 autobusos en cada sentit, només dissabtes).
- Sarbus nocturn (N61): Barcelona - Rubí - Les Fonts (4 autobusos, cada nit).
- Sarbus B7: Rubí - Sant Cugat del Vallès - Cerdanyola del Vallès.
- Sarbus B8: Sant Quirze del Vallès - Terrassa - Rubí - Sant Cugat del Vallès.
- Transports Generals d'Olesa, S.A.: Ullastrell - Rubí - Terrassa(6 autobusos en cada sentit, feiners i dissabtes).

### Autopistes i Carreteres[40]
Autopistes
- L'autopista AP-7 creua en direcció est-oest. Cap a l'oest connecta la comarca amb Tarragona, València i el sud de la península Ibèrica, així com amb l'autovia A-2 i l'autopista AP-2 (sud de Barcelona, Lleida, Saragossa). Cap a l'est, comunica amb les comarques de Girona i França.
- L'autopista C-16 o dels Túnels de Vallvidrera, connecta al nord cap a Manresa, Terrassa i al sud amb Sant Cugat del Vallès i Barcelona. Té com accessos l'entrada núm. 11 (Sant Cugat-Rubí Sud BP-1503) i la sortida núm. 17 (BP-1503 Rubí Nord-Les Fonts).

Carreteres
- La B-30, la calçada lateral de l'AP-7 és una de les principals vies d'accés a la ciutat, amb diverses entrades.
- La C-1413 parteix de Molins de Rei, on connecta amb l'A-2, la B-24 i l'autopista AP-2 (B-23), i passa, a més de per Rubí, per Sabadell i Sentmenat per connectar finalment amb la C-17 a l'altura de Centelles.
- La BP-1503 connecta Rubí, on dins de la ciutat es transforma en l'avinguda de l'Estatut amb els municipis de Sant Cugat del Vallès i Terrassa, passant per Les Fonts.

## Economia
La població de la ciutat treballa majoritàriament en els sectors serveis (47,9%), bàsicament en el subsector del comerç al detall; i la indústria (40,1%), que està concentrada en els polígons industrials propers a la riera de Rubí, car la indústria existent dins del nucli urbà s'ha anat transformant en habitatges, i compta amb una taxa d'atur (2006) del 6,4%, superior a la mitjana de la província.
Les feines agrícoles i ramaderes, que havien estat part fonamental de l'economia de la ciutat fins al segle xx, ocupant, cap a la fi del segle xix, el 92,6 de la superfície cultivable amb vinya, per la producció de vi i aiguardent actualment són residuals, amb una crisi que es va iniciar el 1886 amb una plaga de fil·loxera.

## Llocs d'interès

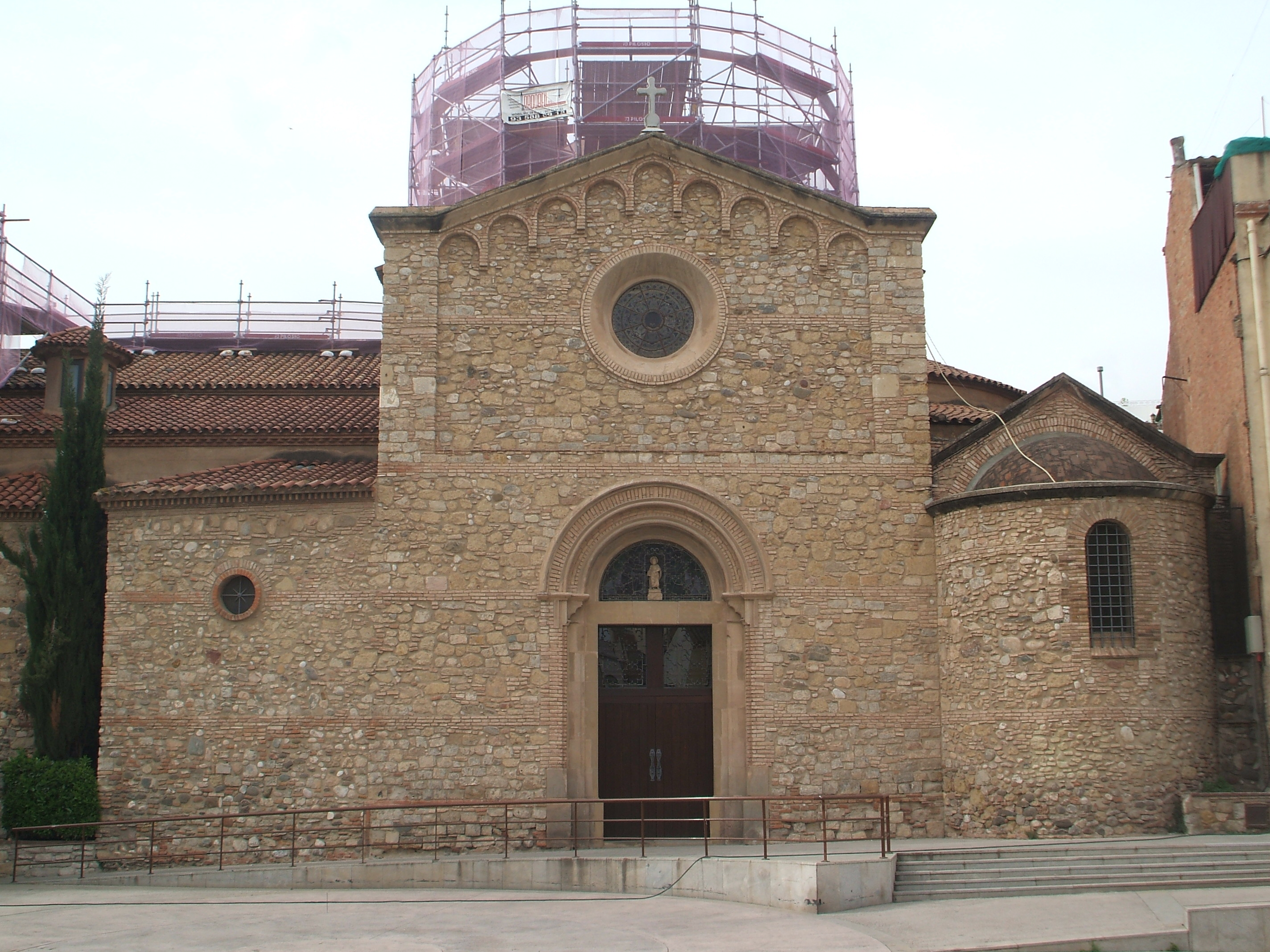
Església de Sant Pere de Rubí

- Cases modernistes del carrer de Xile (Can Riba, Torre Ezpeleta, Casa Gaju).
- Castell de Rubí que acull el Museu Municipal Castell
- Celler Cooperatiu de Rubí
- Ermita de Sant Muç
- Església de Sant Pere de Rubí
- Jaciment romà de Ca n'Oriol.[42]
- Museu Etnogràfic Vallhonrat
- Roure de Can Feliu

L'ajuntament ha editat un plànol amb informació turística en què s'hi ubiquen els espais i edificis de més rellevància històrica i arquitectònica de la ciutat.

## Festes i tradicions

### Festa Major de Sant Pere
La Festa Major de Rubí se celebra el cap de setmana més proper al dia 29 de juny, dia de Sant Pere, patró de la ciutat. Els actes més tradicionals de la festa són el pregó, la missa, el seguici de festa major, els balls d'envelat, les ballades de l'esbart i de l'escola de dansa de l'Esbart Dansaire de Rubí, la ballada de gitanes al carrer, el concurs i audicions de sardanes, les ballades dels Gegants de Rubí, actuació castellera, el correfoc, el piromusical, les activitats per a infants, les actuacions de les agrupacions folklòriques foranes, la fira d'atraccions, el mercat artesanal, i els diferents espectacles musicals que agrupen concerts per als joves a la zona de l'Escardívol, així com la nit dedicada a la joventut: Nit Golfa, tradicionalment el dissabte a la nit de Festa Major. L'estructura de la primera festa de la ciutat ha marcat el desenvolupament i els actes de la majoria dels actes de Festa Major de les poblacions del Vallès.
Un referent i punt molt important de la festa major de la ciutat és el Ball de Gitanes de l'Esbart Dansaire de Rubí (Ball de Gitanes referent del Vallès també).

### Ball de Gitanes de Rubí
El ball de Gitanes es tracta d'una dansa de Carnestoltes tradicionalment present a les comarques del Vallès Oriental i el Vallès Occidental. A Rubí el ball s'ha traslladat a la Festa Major sent una dansa que cal presenciar-la i viure-la.
El Ball de Gitanes era una autèntica festa que des del seu origen entre els gitanos que celebraven les bodes fins a la incorporació al patrimoni popular de la nostra gent, va viure multitud d'incorporacions com música i personatges. També va servir per organitzar concursos i encara avui és el document de dansa més festiu de la tradició Catalana.
A Rubí es ballen les Gitanes des d'abans de la fundació de l'Esbart, el 1923, i consten al programa de Festa Major de 1927; però va ser a partir de la versió coreogràfica creada per Albert Sans, el 1970, quan el Ball de Gitanes de Rubí va adquirir una nova personalitat artística i una major difusió, juntament amb un arrelament popular a la ciutat, que s'identificà amb aquesta dansa fins a fer-la representativa.
El 2007 Rubí va celebrar els 80 anys d'interpretació d'aquesta dansa, 37 de la recreació escènica i 25 des que els ciutadans de Rubí van voler retornar-la al carrer cada any, durant les dates de Festa Major.

### Festa Major de Sant Roc (festa major petita)
Els rubinencs, que havien fet un vot de poble, celebraven una missa anual en honor de la festivitat de Sant Roc el darrer diumenge d'agost, ja des de mitjans del segle xvi. A mitjan segle xix la Germandat de sant Roc de Socors Mutus va afegir una processó i se celebraven balls. Avui en dia, la festa l'organitzen les entitats que formen la Taula de Cultura Popular i Tradicional de Rubí i l'Ajuntament, i s'ha traslladat al segon cap de setmana de setembre. Els actes més tradicionals de la festa són la trobada de puntaires, la trobada de gegants, els Versots, la Tronada, audició de sardanes, la Xerricada (concurs de beure en porró), actuació castellera, la cantada d'havaneres, concert i activitats infantils.

### Festes del Carrer Sant Jaume
Les Festes del Carrer Sant Jaume se celebren des del segle xix durant quatre o cinc dies al voltant del 25 de juliol. Durant aquestes festes els veïns del carrer Sant Jaume engalanen les seves cases o balcons amb motius diferents cada any, prèviament escollits pels veïns.

### Festa dels Xatos

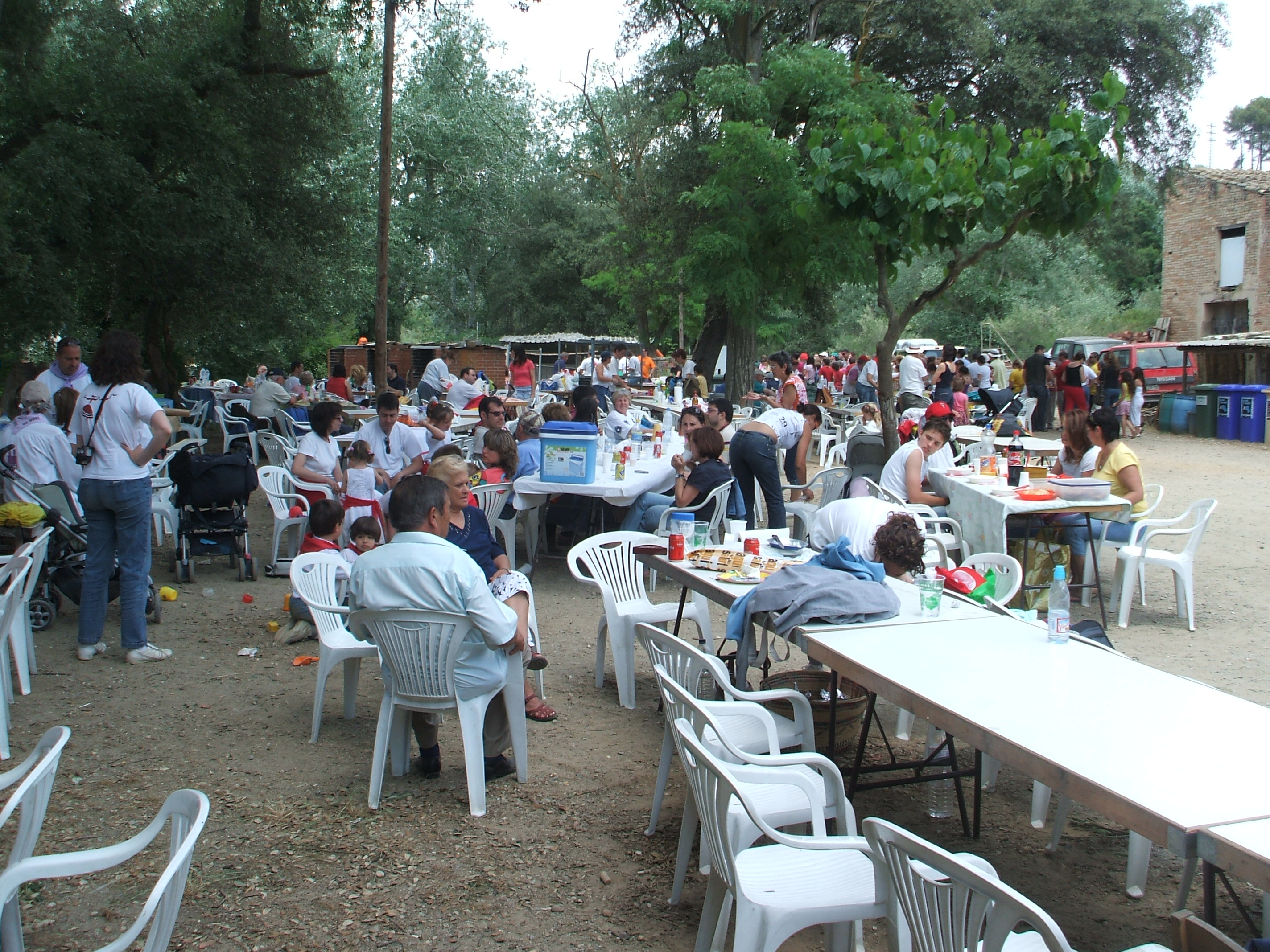
Paella popular a la festa dels Xatos

Els orígens de la Festa dels Xatos es remunten al segle xix, quan l'agrupació «Els xatos» de Barcelona anava en romiatge fins a l'ermita de Sant Muç, un sant molt popular, per a la festivitat de la Pasqua Granada, i el ball de la tarda era molt celebrat a la ciutat. El romiatge va perdre força a principis del segle xx i es va transformar en un aplec simbòlic.
L'Esbart Dansaire de Rubí l'any 1986, amb motiu de la celebració de l'Any del Mil·lenari de Rubí, recupera la festa, que actualment consisteix a anar de la plaça del Doctor Guardiet, passant per la masia de Can Ramoneda fins a l'ermita de Sant Muç, on es fa una arrossada popular, i durant les celebracions es ballen sardanes, la dansa dels xatos i altres balls tradicionals. També hi participen moltes entitats de cultura popular i tradicional de la ciutat: La Colla de Geganters de Rubí i els gegantons del CEIP Teresa Altet, els Castellers de Rubí, Diables de la Riera de Rubí, Foment de la Sardana de Rubí, la Coral Unió Rubinenca.

### Fira de Sant Galderic
La fira de Sant Galderic, impulsada per l'Associació Sant Galderic des de 994, que se celebra a la plaça del Doctor Guardiet i els carrers del centre històric, inclou parades d'artistes i d'alimentació, i al mateix temps es fan cursos de tast de vins, xerrades, exposicions, una trobada de col·leccionistes, i el concurs de pintura ràpida organitzat per l'escola d'art i disseny de Rubí.

### Els Tres Tombs
Anomenada com el «dia dels burros» per Sant Antoni Abat, patró dels animals. Se celebra als inicis de febrer. Consisteix en la cercavila d'una rua de carros, cavalls i altres animals domèstics. Tots gaudeixen d'un esmorzar popular i en acabar la cercavila els animals participants són batejats a l'Església de Sant Pere de Rubí.

## Mitjans de comunicació
Rubí compta amb diversos mitjans de comunicació d'àmbit loca, principalment de caràcter privatl:
- Diari de Rubí: setmanari gratuït d'informació local editat per Cosmo Aplicaciones SL[53] amb una tirada de 15.000 exemplars, escrits en català. Nascut l'any 1993, és el mitjà escrit més antic que perdura a la ciutat. Surt cada divendres i es reparteix gratuïtament en prop d'un centenar de punts de la ciutat. Disposa de pàgina web amb informació diària (www.diariderubi.com)i fòrum de participació i té presència a xarxes socials com Facebook, Instagram i Twitter.
- Ràdio Rubí: emissora de ràdio municipal fundada el 20 de novembre de 1979, es troba al 99.7 de la freqüència modulada.[54]
- La Ciutat: revista municipal gratuïta d'informació local, repartida a les bústies de les cases.
- Rubitv.cat: la primera televisió online de la ciutat. Portal d'actualitat de la ciutat amb notícies en format vídeo. Nascuda l'11 de setembre de 2011, es tracta d'un mitjà de comunicació privat.
- La petjada de Rubí: blog d'actualitat local que permet els comentaris dels seus lectors. Des de 2008.

## Entitats ciutadanes

### Cultura tradicional i popular

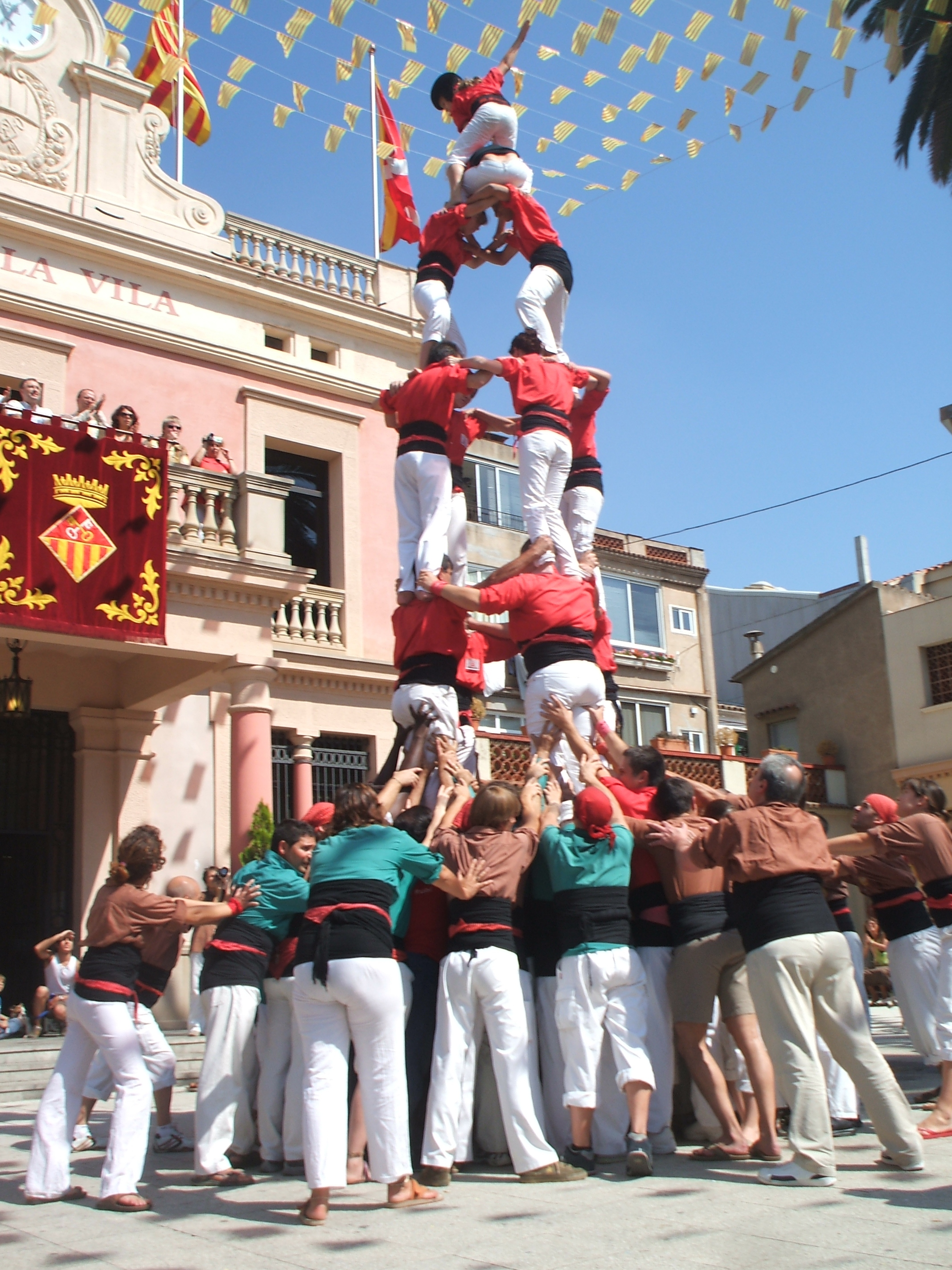
Els Castellers de Rubí carregant un 4 de 6 a la diada de Sant Roc de 2007.

- Castellers de Rubí. Prenent el nom de la colla que va existir a Rubí durant l'any 1984, que va fer castells de 5 i un intent de 4 de 6,[55] es crea el 1996 l'actual agrupació, que compta amb uns 150 membres i aixeca castells de sis, tot i haver arribat a aixecar castells de set (dificultat mitjana).
- Centre d'Esplai l'Eixam.
- Colla de Trabucaires de Rubí. Creada el 2007.
- Colla Gegantera de l'Esc. Teresa Altet de Rubí. Entitat cultural nascuda a l'escola Teresa Altet, que té com a objectius desenvolupar una activitat cívica i lúdica de coneixement de la cultura catalana i de donar a conèixer Rubí als pobles que visita, mitjançant l'activitat gegantera i musical.
- Coral Unió Rubinenca.
- Diables de la Riera de Rubí.
- Diables de Rubí.
- Diables Rubeo Diablorum.
- Escola de Sardanes Flor de Neu.
- Esbart Dansaire de Rubí. Fundat el 1923, és una entitat que treballa en els diferents àmbits de la dansa catalana: l'ensenyament, producció i presentació d'espectacles, i la conservació i difusió de les tradicions catalanes. Compta amb una escola de dansa. Participa activament en l'Aplec de Sant Muç, la Festa dels Xatos, la Ballada de Gitanes al Carrer, i l'organització del Festival Internacional de Dansa Tradicional de Rubí (Rubifolk).
- Festival internacional de blues de Rubí, des de 2013.[56]
- Foment de la Sardana de Rubí. Fundat el 23 d'octubre de 1927,[57] les seves activitats es van interrompre el 1936, fins a la seva refundació com Fomento de la Danza de la Parroquia de San Pedro de Rubí. El 1977 va recuperar el seu nom original en la celebració del 50è aniversari. Ha editat 6 discs amb sardanes dedicades a Rubí.

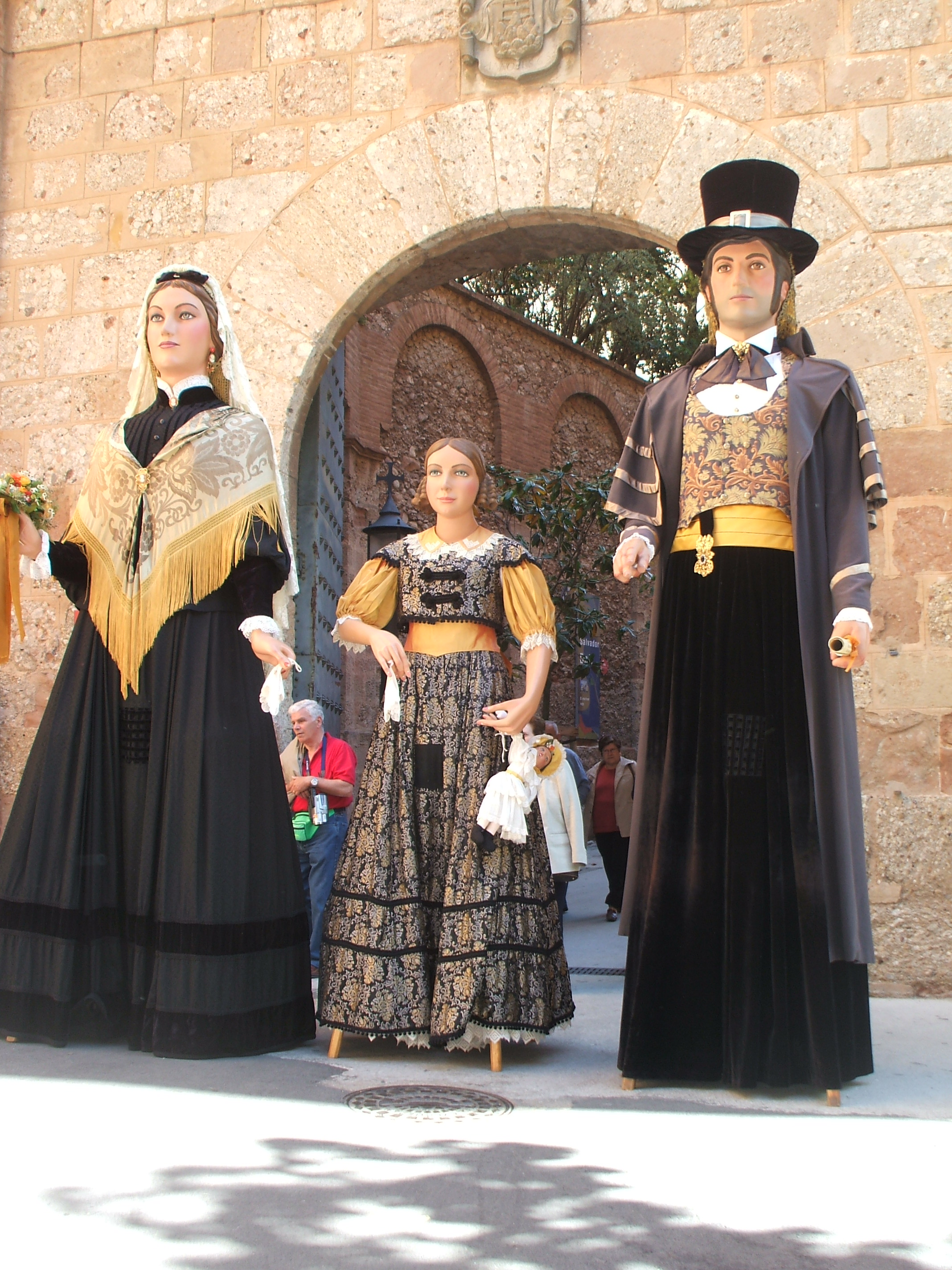
Els Gegants de Rubí a la romeria de Montserrat de 2008.

- Colla de Geganters de Rubí: a Rubí hi ha gegants des de 1956.[58] En Roc i la Paula, els gegants de Rubí, acompanyats de la gegantona Laia participen en les festes majors, de Sant Pere, i els Xatos.[44]
- Taula de Cultura Popular i Tradicional de Rubí.
- Obrador Coral de Rubí.
- Òmnium Cultural Rubí.

### Altres cultures
- Hermandad Rociera de Rubí.
- Irmandade Galega de Rubí.

### Entitats Solidàries
- Rubí Solidari, des de 1994.

### Clubs esportius[59]
- Atletisme: Unió Atlètica Rubí, fundada el 1993, té com a seu les instal·lacions a les pistes d'atletisme de Can Rosés i disposa d'una escola.
- Bàsquet: el CEB Sant Jordi competeix en el grup quatre de la segona divisió catalana, mentre que l'AEE Regina Carmeli competeix al territorial de la província de Barcelona.
- Excursionisme: el Centre Excursionista de Rubí, fundat el 1949, organitza gran varietat d'activitats en l'àmbit de la muntanya (excursions, espeleo, esquí de muntanya i raquetes, ferrades, trail, escalada, alpinisme...), i promou aquesta pràctica a la ciutat amb l'organització de la Marxa Infantil de Regularitat des del 1969, la Cursa de Muntanya de Rubí des del 2000, la Travessa Rubí-Montserrat "RM" des del 2012, bicicletades en BTT. També promou el coneixement i la conservació de l'entorn natural de Rubí, amb la projecció d'una xarxa d'itineraris i la coorganització de la Caminada Nocturna amb altres entitats de la ciutat.
- Futbol: les entitats més destacades són la UE Rubí, que participa en la Tercera Divisió i l'Olímpic Can Fatjó, es manté en regional preferent. Altres clubs com la Penya Blaugrana Ramon Llorens fan esport de base. També juga a la ciutat el Rōnin FC.
- Futbol sala: Club Esportiu Rubí Futbol Sala.
- Handbol: l'Handbol Rubí és un club amb més 20 anys de tradició que ha donat entreteniment a molts joves de la ciutat, i que actualment (temporada 2015/2016) el seu equip sènior milita a la categoria de tercera preferent catalana. Un dels aspectes a destacar de l'entitat és la dedicació a la seva escola, a la qual, amb pactes amb diferents escoles de la ciutat, té un equip a cada centre i organitza una lliga interescolar juntament amb equips de ciutats veïnes com Sant Cugat, Mira-sol o Valldoreix.
- Hoquei sobre patins en línia: Hockey Club Rubí Cent Patins. L'Hoquei Club Cent Patins va néixer durant les olimpíades de Barcelona 92. Cent patins Rubí ha aconseguit diversos títols importants, dels quals destaquen la Copa Confederació d'Europa, aconseguida per l'equip Sènior masculí l'any 2009, o la Copa del Rei, aconseguida també per l'equip Sènior masculí en les temporades 2005/06 i la 2008/09.
- Taekwondo: Gimnàs Seul.
- Waterpolo: el Club Natació Rubí té equip masculí, que des de 2015 participa en la divisió d'honor,[60] i femení, que participa en la divisió d'Honor. La seva seu és a la zona esportiva de Can Rosés.

## Ciutadans il·lustres
- Pere Aguilera i Garriga, alcalde (intermitentment) 1934-1938.
- Jaume Pla i Pallejà, gravador, pintor, bibliòfil i escriptor.
- Joan Manuel Tresserras i Gaju, conseller de la Generalitat 2006-2010.
- Joan Ridao i Martín, Secretari General d'ERC 2008-2011.
- Marià Ramoneda i Llunell, jutge municipal de Rubí i delegat a l'Assemblea de Manresa (1892).
- Berenguer de Rubí, fundador del Castell de Rubí el 1233.
- Núria Buenaventura, antiga alcaldessa, directora general del departament de Medi Ambient i diputada a Madrid d'ICV-EUiA.
- Mikel Iglesias, jove actor protagonista de la sèrie Polseres Vermelles de TV3 el 2011.
- Enric Majó, actor molt reconegut del teatre català.
- Albert Ferrer i Llopis, exjugador del Barça i de la selecció espanyola.
- Albert Crusat, jugador de futbol, actualment militant al Wigan Athletic.
- Víctor Sánchez i Mata, jugador de futbol que milita actualment al R.C.D Espanyol
- Joan Serra i Vilamitjana (1947-2013), ballarí i coreògraf. Reconegut per la seva tasca pedagògica i la introducció de la dansa tradicional catalana i del llenguatge de la dansa a l'escola.
- Xavier Serrat i Crespo, actor i director teatral conegut per la seva aparició en sèries catalanes i espanyoles.
- Joan Rossinyol i Soler, periodista exiliat a Mèxic.
- Marta Ribas, diputada al Parlament de Catalunya, En Comu Podem 2015-2021
- Marina Porras Martí, crítica literària

## Ciutats agermanades
Rubí manté una relació d'agermanament amb les següents ciutats:
- Ocotal, Nicaragua (1990)
- Daira de Guelta, Sàhara Occidental (1994)
- Boyeros, Cuba (1997)
- Pudahuel, Xile (1998)
- Celanova, Galícia (2000)
- La Calahorra, Andalusia (2002)
- Clichy, França (2004)
- Villanueva de Córdoba, Andalusia (2020)
- Els Guiamets, Catalunya (2020)[62]